# Second Class Mail
Second Class Mail ist ein britischer animierter Kurzfilm von Alison Snowden aus dem Jahr 1984.

## Handlung
Eine alte Frau bringt einen Brief zur Post. Wenig später trifft das mit dem Brief bestellte Paket bei ihr ein: Es ist ein aufblasbarer Rentner. Sie setzt ihn auf die Couch und drückt ihm eine Pfeife und eine Kaffeetasse in die Hand. Sie setzt sich neben ihn und umarmt ihn plötzlich stürmisch. Die Kamera schwenkt auf die Außenansicht des Hauses. Man hört einen Knall. Kurze Zeit später schafft die Frau den schlaffen Aufblasmann zur Mülltonne und kehrt ins Haus zurück.

## Produktion
Second Class Mail war 1984 die Abschlussarbeit Alisons Snowdens an der britischen National Film and Television School. In den Credits dankt Snowden unter anderem Mark Baker und Nick Park für ihre Unterstützung bzw. für die Kolorierung des Films.

## Auszeichnungen
Second Class Mail erhielt 1984 den Publikumspreis des Ottawa International Animation Festivals.
Der Film wurde 1986 für einen Oscar in der Kategorie „Bester animierter Kurzfilm“ nominiert, konnte sich jedoch nicht gegen Anna & Bella durchsetzen.